# Cristiano Portela de Araújo Pena
Cristiano Portela de Araújo Pena (* 11. August 1913 in Rio de Janeiro, Brasilien; † 2. August 2000) war Bischof von Divinópolis.

## Leben
Cristiano Portela de Araújo Pena empfing am 18. September 1937 das Sakrament der Priesterweihe.
Am 19. Februar 1959 ernannte ihn Papst Johannes XXIII. zum ersten Bischof von Divinópolis. Der Apostolische Nuntius in Brasilien, Erzbischof Armando Lombardi, spendete ihm am 17. Mai desselben Jahres die Bischofsweihe; Mitkonsekratoren waren der Koadjutorerzbischof von Belo Horizonte, João Resende Costa SDB, und der Bischof von Juiz de Fora, Geraldo María de Morais Penido.
Am 26. März 1979 nahm Papst Johannes Paul II. das von Portela de Araújo Pena vorgebrachte Rücktrittsgesuch an.
Cristiano Portela de Araújo Pena nahm an der ersten, zweiten und vierten Sitzungsperiode des Zweiten Vatikanischen Konzils teil.